# 服部樹咲
服部 樹咲（はっとり みさき、2006年7月4日 - ）は、日本の女優。フラーム所属。

## 来歴
2015年7月に開催された「第69回NAMUEクラシックバレエコンクール京都大会」小学校低学年の部門にて2位。
2016年1月に開催された「第76回NAMUEクラシックバレエコンクール名古屋大会」小学生低学年の部門にて1位。
2017年12月に開催された「第102回NAMUEクラシックバレエコンクール神奈川大会」小学校高学年の部門にて3位。
2018年5月に開催された「NBAジュニアバレエコンクール東京2018」小学6年部門にて1位。
2019年1月に開催された「第22回NBA全国バレエコンクール」小学生5・6年の部にて4位。
芸能事務所・フラームへ2020年より所属。女優業を本格開始。
2020年9月25日公開の映画『ミッドナイトスワン』で女優デビュー。
2021年の第44回日本アカデミー賞で、新人俳優賞を受賞。同年第30回日本映画批評家大賞授賞式で、新人女優賞（小森和子賞）を受賞。同年7月24日から8月21日まで放送されたWOWOW・連続ドラマW『黒鳥の湖』でドラマ初出演。
2022年5月5日によみうりランドにてプレミア上映された短編映画『おかあの羽衣』で主演を務め、映画初主演。同年7月11日、フジテレビ系月9ドラマ『競争の番人』の第1話から第3話にゲスト出演をし、地上波ドラマ初出演。
2023年11月3日にDMM TVにて配信のドラマ『EVOL』でドラマ初主演（青木柚、伊礼姫奈とのトリプル主演）。
2024年10月11日に公開された映画『BISHU 〜世界でいちばん優しい服〜』で長編映画初主演。

## 出演

### 映画

#### 長編映画
- ミッドナイトスワン（2020年9月25日、内田英治監督） - ヒロイン・桜田一果 役[8]
- 唄う六人の女（2023年10月27日、石橋義正監督） - 撒き散らす女 役 [15][16]
- BISHU 〜世界でいちばん優しい服〜（2024年10月11日、西川達郎監督） - 神谷史織 役[14][17]
- 私にふさわしいホテル（2024年12月27日、堤幸彦監督） - 有森光来 役[18][19]
- 行きがけの空（2025年8月1日、西谷真一監督） - ヒロイン・星野美歩 役[20]
- 見はらし世代（2025年10月10日公開予定、団塚唯我監督）[21]

#### 短編映画
- おかあの羽衣（2022年5月5日プレミア上映・5月15日配信、平一紘監督） - 瑠璃 役[11]
- 日曜日とマーメイド（2022年8月7日下北駅前シアターK2公開、頃安祐良監督） - キョウコ 役（伊崎花菜とW主演）[22]
- ワンピースを着ていなくても（2022年12月23日 - 25日 シアターギルド代官山公開、中山佳香監督） - 凛 役[23]
- 空と白と波と母（2023年6月23日ショートショートフィルムフェスティバル2023、西山裕之監督)　- 楓 役

### テレビドラマ
- 黒鳥の湖（2021年7月24日 - 8月21日、WOWOW） - 財前美華 役[24][25]
- 競争の番人 第1話 - 第3話（2022年7月11日 - 25日、フジテレビ） - 豊島美月 役[26]

### 配信ドラマ
- EVOL（2023年11月3日 - 、DMM TV） - 主演・新山サクラ 役（青木柚、伊礼姫奈とトリプル主演）[13][27]

### CM
- Z-KAI Group×竜とそばかすの姫（2021年7月 - 9月）
- 国際ファッション専門職大学（2022年4月 - ）
- docomo future project KAZE FILMS（2022年4月 - ）
- 明治「アスリートの力を、みんなの力に」篇（2022年9月 - ）
- 明治「100通りの想い」篇（2023年9月 - ）

### MV
- Conton Candy「ロングスカートは靡いて」（2021年10月18日）
- リーガルリリー「アルケミラ」（2021年10月23日）
- Salyu × haruka nakamura「聖者の行進」（2023年3月8日）
- キム・ヒョンジュン「花路(はなみち)」（2023年3月15日）
- ドレスコーズ「少年セゾン」（2023年7月21日）
- NAQT VANE「NIGHTINGALE」（2023年10月27日）
- Uru「手紙」（2025年8月13日）[28][29]

### 配信
- 山本寛斎 日本元気プロジェクト2021 世界遺産ランウェイin富士山（2021年8月21日）

## 書籍

### 雑誌
- GINZA 2月号（2022年1月12日）
- GINZA 3月号（2022年2月12日）
- kiitos. Vol.23（2022年3月30日） - 表紙
- GINZA 6月号（2022年5月12日）
- BOURGEOIS 9TH ISSUE（2022年6月25日）
- FLASHスペシャル　グラビアBEST2022初夏号（2022年6月29日）
- an・an（2023年3月22日）
- her.magazine15（2023年3月25日）
- 流行通信（2023年8月25日）
- madamFIGAROjapon12月号（2023年10月19日）
- キネマ旬報NEXT　Vol.53（2023年11月4日）
- 月刊コミックビーム12月号（2023年11月10日）

## 受賞歴
- 2020年
  - 第45回報知映画賞 新人賞（『ミッドナイトスワン』）[30]
  - 第33回日刊スポーツ映画大賞・石原裕次郎賞 新人賞（『ミッドナイトスワン』）[31]
- 2021年
  - 第44回日本アカデミー賞新人俳優賞（『ミッドナイトスワン』）[32]
  - 第30回日本映画批評家大賞新人女優賞（小森和子賞）（『ミッドナイトスワン』）[33]
  - おおさかシネマフェスティバル2021 新人女優賞（『ミッドナイトスワン』）
  - 第15回アジア・フィルム・アワード 新人賞ノミネート（『ミッドナイトスワン』）
- 2024年
  - 第20回クラリーノ美脚大賞2024 ティーン部門[34]